# Polička (hrad)
Hrad Polička stával ve městě Poličce, které bylo založeno Přemyslem Otakarem II. před rokem 1265. Zakládací listina tohoto hradu se nedochovala a jediná zmínka o něm pochází z roku 1289, poté z pramenů zcela mizí. Zanikl zřejmě v husitských válkách. Zmiňován byl jako Starý hrad už v 16. století. Podle některých domněnek byl takto však označován jeden z městských barbakanů, což by ale v Česku bylo zcela ojedinělé. Ve městě nelze nalézt žádnou půdorysnou anomálii, která by existenci hradu dokazovala. Objevila se též hypotéza, že hrad nestál v jádře města, ale na Dolním předměstí v Šaffově ulici.